# Fiebre
La fiebre, pirexia o síndrome febril es un síndrome (conjunto de signos y síntomas) de los animales que se manifiesta cuando el cuerpo aumenta de manera temporal el punto de regulación de la temperatura. Por ejemplo, en un ser humano promedio, equivale a una temperatura de 37,5 °C o superior.
Por lo general es la respuesta del organismo a agentes de naturaleza infecciosa (que es lo más frecuente) o a causas no infecciosas (toxinas de resorción, lesiones en ciertos territorios nerviosos, etc.). La hipertermia es el signo médico más común en enfermedades infecciosas. Cabe aclarar que, semiológicamente hablando, fiebre o síndrome febril no son sinónimos de hipertermia ya que este último término hace referencia a un signo clínico, mientras que la fiebre es un síndrome que generalmente se presenta con el signo hipertermia.

## Signos de la fiebre
Los signos de la fiebre son:
- Trastornos circulatorios: El pulso aumenta en forma paralela con la temperatura; a cada grado de elevación de temperatura corresponde un aumento de 10-15 pulsaciones por minuto. Se habla de fiebre dinámica cuando el pulso es fuerte; fiebre adinámica cuando el pulso es débil desde el principio y consecutivo al agotamiento cardíaco, y de fiebre disociada cuando no se observa aumento de pulsaciones junto con el aumento de temperatura.

- Presión arterial: Aumenta al estallar un acceso agudo de fiebre, pero cuando la temperatura se estabiliza, suele estar normal o subnormal. Cuando la temperatura central aumenta rápidamente hay vasoconstricción periférica (el enfermo siente frío y tiene temblores febriles: este es el estado de escalofrío). En este momento la temperatura corporal sube porque el calor producido supera ampliamente al eliminado. Llegada la temperatura a su máximo sobreviene una vasodilatación periférica (el individuo siente calor y busca lugares frescos, hay sudor profuso, flacidez muscular y rápida caída de la temperatura). En este momento predomina la pérdida de calor sobre la producción.

- Trastornos respiratorios: La frecuencia respiratoria aumenta con relación al aumento de temperatura (polipnea térmica).

- Trastornos digestivos: Las secreciones del aparato digestivo en general se hallan disminuidas, al igual que el peristaltismo gastrointestinal, ya que hay tendencia al estreñimiento. Hay también apetito disminuido o abolido, pero, en cambio, la sed aumenta.

- Trastornos humorales: Durante la fiebre, la sangre se concentra y disminuye la cloremia, así como la excreción de cloruros y la cantidad de orina. Esto se produce aunque se ingieran cloruros en cantidad suficiente. Y si aumenta más aún, se observa que se retienen fácilmente en el líquido intersticial. En el momento del descenso de la temperatura la sangre se diluye, se produce una poliuria y hay una descarga de los cloruros retenidos.

Existe también un aumento del catabolismo proteico durante la fiebre con una mayor excreción de urea, que se acentúa en el momento del descenso de la temperatura. También el catabolismo graso aumenta durante la fiebre. Y cuando la dieta no aporta bastantes hidratos de carbono se produce una tendencia a la acidosis. En el análisis de orina verificamos una albúmina llamada febril.
- Trastornos del sensorio: El individuo se encuentra paranoico, delirante y en ciertos casos deprimido.

- Facies: Observamos lo que se denomina facies febril. Así el sujeto febril presenta una expresión poco vivaz, hay atontamiento y hasta a veces delirio.

- Hipertermia: Como se había mencionado anteriormente es el signo principal de la fiebre, aunque no imprescindible, y es un aumento en la temperatura corporal por encima de lo que se considera normal, y que es causado por un evento fisiopatológico (infección, inflamación). No hay que confundir la fiebre con la hipertermia. La fiebre es un mecanismo presente en varios animales que actúa como respuesta adaptativa, ayudando al cuerpo a combatir los organismos que causan enfermedades y surge en respuesta a unas sustancias llamadas pirógenos que se derivan de bacterias o virus que invaden el cuerpo, o que son producidas por las propias células.

La temperatura normal del cuerpo humano oscila entre 35 y 37 °C.
Las fiebres por encima de los 40,5 °C pueden amenazar proteínas de vital importancia, provocando estrés celular, infarto cardíaco, necrosis de tejidos, ataques paroxísticos y delirios.[cita requerida]
Debido al sistema inmunitario poco desarrollado con el que cuentan los niños, son más propensos a sufrir fiebres elevadas.[cita requerida]

## Pirógenos exógenos
Son sustancias externas al cuerpo humano. Puede tratarse de microorganismos, productos de los microorganismos como endotoxinas liberadas por bacterias gram (–), o el ácido lipoteicoico o el peptidoglicano de las bacterias gram (+); agentes químicos (anfotericina, fenotiazidas).
| - Bacterias gram (–) - Lipopolisacáridos - Bacterias gram (+) - Peptidoglicanos - Exotoxinas - Hongos - Micobacterias - Espiroquetas - Virus | - Complejos inmunes - Inducidos por la linfocina - Esteroides pirógenos - Polinucleótidos - Bleomicina - Coadyuvantes sintéticos - Cristales de urato |

## Pirógenos endógenos
- Los pirógenos endógenos son citoquinas que inducen fiebre e incluyen a la Interleucina-1 (IL-1), IL-6, IL-8, IL-12, macrophage-inflammatory protein-1 (MIP-1), interferón-g (IFN-g) y el factor de necrosis tumoral (TNF).

- Polipéptidos producidos por una gran variedad de células del hospedador como los monocitos o macrófagos, células neoplásicas que explican la existencia de fiebre en cánceres.

Los pirógenos endógenos convergen a una región cerebral que regula la fiebre, el área preóptica del hipotálamo anterior (POA: preoptic area). Mecanismo controvertido, ya que los pirógenos endógenos tienen que atravesar la barrera hematoencefálica la cual es impermeable a ellos. Al menos dos rutas se evidencian: transporte activo a través de la barrera hematoencefálica por transportadores específicos para citoquinas; transferencia de mensaje donde la barrera hematoencefálica tiene fenestraciones, es decir en los órganos circumventriculares sensoriales particularmente en el organum vasculosum laminae terminalis (OVLT).
Pero hay otras rutas alternativas: la circulación de citoquinas inducen la generación de prostaglandina E2 (PGE-2) y tal vez prostaglandinas F2a (PGF-2a) permeable a la BHE, el mediador putativo más proximal a la fiebre, por las células endoteliales de la microvasculatura cerebral o perivascular como la microglía y macrófagos meningeales.
Directamente trasmisión al POA de los mensajes de los pirógenos vía aferentes periféricas (mayormente vagales) activado por citoquinas.

## Signos clínicos de fiebre
Inicio (estado frío o de escalofríos)
- Incremento de la frecuencia cardiaca.
- Incremento de la frecuencia y la profundidad respiratoria.
- Temblores que se deben al incremento de contriciones y tensión músculo-esquelética.
- Piel pálida y fría debido a la vasoconstricción.
- Quejas de sensación de frío.
- Lechos ungueales cianóticos debido a la vasoconstricción.
- Aspecto de “piel de gallina” debido a la contracción de los músculos erectores del pelo.
- Detención de la sudoración.
- Aumento de la temperatura corporal.
- Pérdida de concentración.

Curso
- Ausencia de escalofríos.
- Piel que se nota caliente.
- Sensación de no tener ni frío ni calor.
- Incremento del pulso y la frecuencia respiratoria.
- Incremento de la sed.
- Deshidratación de leve a severa.
- Ligera somnolencia, incapacidad para descansar, o delirio y convulsiones debido a irritación de las células nerviosas.
- Lesiones de herpéticas en los labios.
- Pérdida de apetito (si la fiebre es prolongada).
- Apatía, debilidad y dolores musculares debido al catabolismo proteico.
- Defervescencia (declinación de la fiebre).
- La piel aparece enrojecida y se nota caliente.
- Sudoración.
- Náuseas o vómitos (Si es igual o Superior a 40 grados)

## Niveles de fiebre
- Febrícula: Cuando la temperatura axilar se encuentra entre 37.0 °C y 38 °C. (O cuando la temperatura rectal se encuentra entre 38.0 °C y 39 °C). Es conocida coloquialmente en países como Venezuela con el nombre de quebranto o fogaje y en algunas regiones de España como destemplanza [cita requerida].
- Fiebre: Cuando la temperatura axilar se encuentra entre 38 °C y 40 °C. (O cuando la temperatura rectal se encuentra entre 39 °C o 41 °C)
- Hiperpirexia: Cuando la temperatura axilar es igual o mayor que 40 °C. (O cuando  la temperatura rectal es igual o superior a 41 °C)

En el ser humano, las temperaturas superiores a 41 °C son mortales usualmente.[cita requerida]
Siempre que dudemos de la temperatura axilar de un paciente, podremos tomar la temperatura rectal. La temperatura real del paciente será la que el termómetro nos indique restando 1 °C a la temperatura mostrada. Por ejemplo, si un paciente muestra una temperatura axilar y dudamos de si es la temperatura correcta (vamos a poner el caso de un paciente que presenta signos y síntomas de fiebre pero el termómetro nos muestra una temperatura de 37 °C), entonces tomaremos la temperatura rectal. Si el termómetro nos indica 39.5 °C, restaremos 1 °C y esa será la temperatura indicativa (38.5 °C).

## Causas
La fiebre está relacionada habitualmente con la estimulación del sistema inmunitario del organismo. En este sentido, puede ser útil para que el sistema inmunitario tome ventaja sobre los agentes infecciosos, haciendo al cuerpo humano menos receptivo para la replicación de virus y bacterias, sensibles a la temperatura.
Además de las infecciones, son causa de fiebre el abuso de anfetaminas y la abstinencia de una sustancia psicotrópica en un adicto a ella, así como la recepción de calor emitida por maquinaria industrial o por insolación.

## Reacciones en el ser humano a las diferentes temperaturas corporales
La temperatura normal y el rango a partir del cual se considera fiebre varía de persona a persona y es afectado por la edad, el sexo, el peso y la altura. Esto significa que algunas personas pueden experimentar febrícula entre los 36,5 °C y 37 °C y fiebre incluso a partir de los 37 °C. Debido a esto, los síntomas físicos, como los escalofríos, el rubor o el dolor muscular generalizado son más importantes para determinar el estado febril de una persona particular que la temperatura en sí misma.

### Normal
- ~36 °C: temperatura normal del cuerpo; esta puede oscilar entre 35,5 y 37 °C

### Caliente
- ~37 °C (febrícula): temperatura superior a 37 °C pero inferior a 38 °C, durante 24 horas. Presencia de escalofríos.
- 38 °C (fiebre): se presenta sudor acompañado de rubor, con taquicardias y disnea. Puede surgir agotamiento.
- 39 °C (fiebre moderada): la sensación de calor y la debilidad aumentan. Los epilépticos y los niños pueden sufrir convulsiones llegados a este punto.
- 40 °C (urgencia): mareos, vértigos, debilidad, deshidratación, náuseas, vómitos, cefalea y sudor profundo.
- 41 °C: todo lo anterior más acentuado; también puede existir confusión, alucinaciones, delirios y somnolencia.
- 42 °C: además de lo anterior, el sujeto puede tener palidez o rubor. Puede llegar al coma, con hipertensión o hipotensión y una gran taquicardia.
- 43 °C: normalmente aquí se sucede la muerte o deja como secuelas diversos daños cerebrales, se acompaña de convulsiones continuas y choque. Puede existir el paro cardiorrespiratorio.
- 44 °C: en la mayoría de los casos la muerte se sucede a los 43 °C de temperatura, no obstante, hay algunos casos de gente que ha alcanzado los 44 °C de temperatura.
- 45 °C: muy pocas personas han sobrevivido a los 45 °C de temperatura, ya que normalmente la muerte suele producirse entre los 42 y 44 °C. Normalmente suele haber daños cerebrales graves, aunque hay casos de personas que tras alcanzar esa temperatura, han llevado una vida normal.

### Frío
- 35 °C: temperatura levemente baja aunque considerado dentro del límite del normal. La temperatura normal del cuerpo humano oscila entre los 35,5 y 37 °C
- 34 °C (hipotermia): se llama hipotermia cuando la temperatura es menor a 35 °C. Hay temblor grave, pérdida de capacidad de movimiento en los dedos, cianosis y confusión. Puede haber cambios en el comportamiento.
- 33 °C: confusión moderada, adormecimiento, arreflexia, progresiva pérdida de temblor, bradicardia, disnea. El sujeto no reacciona a ciertos estímulos.
- 32 °C (hipotermia moderada): alucinaciones, delirio, gran confusión, muy adormilado pudiendo llegar incluso al coma. El temblor desaparece, el sujeto incluso puede creer que su temperatura es normal. Hay arreflexia, o los reflejos son muy débiles.
- 31 °C: existe coma, es muy extraño que esté consciente. Ausencia de reflejos, bradicardia grave. Hay posibilidad de que surjan graves problemas de corazón.
- 28 °C (urgencia): alteraciones graves de corazón, pueden acompañarse de apnea e incluso de aparentar o estar muerto.
- 26 a 24 °C o inferior: aquí la muerte normalmente ocurre por alteraciones cardiorrespiratorias, no obstante, algunos pacientes han sobrevivido estando aparentemente muertos a temperaturas inferiores a 24 °C.

## Algunos tipos de fiebre
- Fiebre chikunguña
- Fiebre aftosa humana
- Fiebre aftosa del ganado (glosopeda)
- Fiebre amarilla
- Fiebre botonosa mediterránea
- Fiebre de las Montañas Rocosas o fiebre manchada
- Fiebre de Malta o fiebre mediterránea o enfermedad de Bang (brucelosis humana).
- Fiebre de origen desconocido (FOD)
- Fiebre del heno (rinitis alérgica)
- Fiebre eruptiva
- Fiebre héctica
- Fiebre hemorrágica del dengue
- Fiebre hemorrágica viral
- Fiebre intermitente
- Fiebre paratifoidea
- Fiebre puerperal
- Fiebre Q
- Fiebre reumática
- Fiebre terciana
- Fiebre tifoidea
- Rickettsiosis
- Tifus exantemático epidémico
- Fiebre cuartana: variedad del paludismo
- Febrícula
- Febrícula leonina